# Kensington (Minnesota)
Kensington – miasto w Stanach Zjednoczonych, w stanie Minnesota, w hrabstwie Douglas.